# Brad (Berești-Bistrița), Bacău
Brad este un sat în comuna Berești-Bistrița din județul Bacău, Moldova, România. La recensământul din 2002 avea o populație de 208 locuitori.